# 2024년 KIA 타이거즈 시즌
2024년 KIA 타이거즈 시즌은 KIA 타이거즈가 KBO 리그에 참가한 24번째 시즌으로, 해태 타이거즈 시절까지 합치면 43번째 시즌이다. 이범호 감독이 팀을 이끈 첫 시즌으로, 주장은 나성범이 맡았다. 팀은 10팀 중 정규시즌 1위에 올라 7년만에 한국시리즈에 직행했다. 이후 한국시리즈에서 삼성 라이온즈를 4승 1패로 꺾고 통산 12번째 통합 우승을 달성했다.

## 타이틀
- 메이저 리그 베이스볼 서울 시리즈 국가대표: 최지민, 이의리, 정해영
- 알렉스 코헨 선정 프리미어 12 Players to Follow: 김도영 (3위)
- 프리미어 12 국가대표: 곽도규, 최지민, 정해영, 김도영, 최원준
- 2024 K-BASEBALL SERIES 국가대표: 전상현, 정해영, 곽도규, 최지민, 한준수, 김도영, 최원준
- WBSC U-23 야구 월드컵 국가대표: 김두현
- KBO MVP: 김도영
- KBO 골든글러브: 박찬호 (유격수), 김도영 (3루수), 최형우 (지명타자)
- KBO 수비상: 박찬호 (유격수)
- KBO 골든포토상: 김태군
- 한국시리즈 MVP: 김선빈
- KBO 3~4월 MVP: 김도영
- KBO 6월 MVP: 김도영
- 리얼글러브 올해의 선수상: 김도영
- 리얼글러브: 양현종 (선발투수), 김선빈 (2루수), 박찬호 (유격수)
- 리얼글러브 Fan's Choice: 김도영
- 리얼글러브 베스트 키스톤콤비: 박찬호, 김선빈
- 일구상 최고타자상: 김도영
- 일구상 프로지도자상: 홍세완
- 조아제약 프로야구대상 대상: 김도영
- 조아제약 프로야구대상 최고구원투수상: 정해영
- 조아제약 프로야구대상 감독상: 이범호
- 조아제약 프로야구대상 프런트상: KIA 타이거즈 프런트
- 조아제약 프로야구대상 SNS 핫이슈 상: KIA 타이거즈 응원단
- 조아제약 프로야구대상 올해의 팬덤플레이어 상: 김도영
- 조아제약 프로야구대상 팬캐스트 셀럽 인기상: 김도영
- 한국체육기자연맹 올해의 지도자상: 이범호
- 동아스포츠대상 프로야구 올해의 선수상: 김도영
- 한은회 최고의 선수상: 김도영
- 오프더야구 선정 시즌 MVP: 김도영
- 오프더야구 시즌 베스트 라인업: 김도영 (3루수), 최형우 (지명타자)
- 스탯티즈 MVP: 김도영
- 스탯티즈 골든글러브: 김도영 (3루수)
- 스탯티즈 최다 검색 1위: 김도영 (263265)
- 웰컴톱랭킹 4월 타자 1위: 김도영
- 웰컴톱랭킹 6월 타자 1위: 김도영
- 한국갤럽 선정 좋아하는 한국인 야구선수: 양현종 (5위)
- 텍스톰 선정 가장 선호하는 야구 구단: KIA 타이거즈
- 디시트렌드 선정 올해 최고의 야구선수: 김도영
- 디시트렌드 선정 최고의 야구스타: 김도영
- 디시트렌드 선정 팬들의 심장을 뛰게 한 야구선수: 김도영
- 디시트렌드 선정 최강파워 야구선수: 김도영
- 디시트렌드 선정 마음속 홈런왕: 김도영
- 미스터올스타: 최형우
- 올스타전 우수수비상: 나성범
- 올스타 선정: 전상현 (구원투수), 정해영 (마무리투수), 이우성 (1루수), 박찬호 (유격수), 김도영 (3루수), 나성범 (외야수), 최형우 (지명타자)
- 올스타전 추천선수: 최지민, 장현식[1]
- 한일 드림 플레이어즈 게임 국가대표: 서재응, 윤석민, 장성호, 이종범
- K-브랜드지수 올해의 스포츠스타: 김도영 (2위)
- K-브랜드지수 프로야구 올스타 부문 TOP10: 김도영 (1위), 최형우 (6위), 나성범 (7위), 박찬호 (10위)
- 네이버 스포츠 베스트 플레이어 TOP10: 김도영 (1위)
- 야구대표자 선정 루키 베스트 라인업: 김도영 (3루수)
- 컴투스프로야구 레전드 카드: 이범호, 양현종
- 마구마구 레전드 프랜차이즈: 양현종, 한기주
- 컴투스프로야구 KIA 타이거즈 베스트 라인업: 이범호 (감독), 진갑용 (수석코치), 홍세완 (타격코치), 박기남 (주&수코치), 정재훈 (투수코치)
- WAR: 김도영 (8.32)
- 공격 WAR: 김도영 (8.51)
- 득점: 김도영 (143)
- 3루타: 김도영 (10)
- 루타: 김도영 (352)
- 장타율: 김도영 (0.647)
- OPS: 김도영 (1.067)
- R/ePA: 김도영 (0.232)
- wRC+: 김도영 (172.5)
- 평균 선수 대비 승리 기여도 (타격): 김도영 (5.62)
- 결승타: 김도영 (15)
- 선발 출전 (야수): 김도영 (132)
- 완투: 양현종 (3)
- 완봉: 알드레드 (1)
- 세이브: 정해영 (31)
- 평균자책점: 네일 (2.53)
- 투심 구종가치: 곽도규 (10.8)
- 슬라이더 구종가치: 네일 (38.6)
- 호타준족 지수: 김도영 (38.97)
- 장타: 김도영 (77)
- 추정득점: 김도영 (138.2)
- GPA: 김도영 (0.351)
- 구원승: 전상현 (10)
- 스윙 대비 콘택트 비율: 김선빈 (94.5)

### 퓨처스리그
- 리얼글러브 퓨처스리그: 김현수, 유지성, 성영탁
- 퓨처스 올스타: 강동훈, 이상준, 장시현, 박상준

## 선수단
- 선발투수: 네일, 양현종, 황동하, 윤영철, 알드레드, 크로우, 라우어, 스타우트, 이의리
- 구원투수: 장현식, 전상현, 곽도규, 김도현, 이준영, 최지민, 김승현, 유승철, 장재혁, 김기훈, 김민주, 박준표, 김사윤, 이형범, 임기영, 김건국, 윤중현, 김대유
- 마무리투수: 정해영, 유지성, 김민재, 김현수
- 포수: 한준수, 김태군, 한승택
- 1루수: 서건창, 변우혁, 황대인, 이우성
- 2루수: 김선빈, 윤도현, 홍종표, 최정용
- 유격수: 박찬호, 박민, 김규성, 김두현
- 3루수: 김도영
- 좌익수: 소크라테스, 이창진, 고종욱
- 중견수: 박정우, 김호령
- 우익수: 최원준, 나성범, 오선우
- 지명타자: 최형우

## 여담
- 김민재는 이 시즌 1군에 데뷔하여 KBO 리그 역대 1군 출전 선수 중 첫 동원과학대학교 출신 투수가 되었다.
- 6월 25일 롯데 자이언츠와의 경기가 15대 15로 끝나, KBO 리그 사상 최다 득점 무승부 경기로 기록되었다.
- 7월 31일 두산 베어스와의 경기에서 팀은 6대 30으로 크게 져 KBO 리그 사상 최초로 시리즈 시작일 기준 1위 자리에서 10위에 위치한 팀에게 3연전 피스윕 허용, 역대 한 경기 최다 점수 차 역전 허용과 한 경기 최다 실점, 한 경기 최다 득점차 패배를 모두 한 시즌만에 기록하게 되었다.
- 최형우는 KBO 리그 사상 최초로 통산 500 2루타, 1600타점을 만들어냈다.
- 양현종은 KBO 리그 사상 최초로 선발 등판 400회를 달성했다.
- 김도영은 143득점으로 KBO 리그 역대 단일 시즌 최다 득점 기록을 세웠으나, 실책 30개로 이 부문 역시 KBO 리그 역대 단일 시즌 최다 기록을 세웠다.
- 김도영은 후반기 65득점으로 KBO 리그 역대 단일 시즌 후반기 최다 득점 기록을 세웠다.
- 전상현은 66이닝만 소화하고도 10승을 달성하여 KBO 리그 역대 10승 투수 중 최소 이닝을 기록했다.
- 정해영은 이 시즌에 처음으로 우승을 경험함에 따라 앞서 1991년, 1993년, 1996년에 우승을 경험한 아버지 정회열과 함께 KBO 리그 사상 처음으로 동일 팀에서 우승을 경험한 부자지간이 되었다.
- 팀은 총 146회의 실책을 저질러 역대 단일 시즌 팀 최다 실책을 기록했다.
- 최형우는 KBO 리그 단일 포스트시즌 사상 40대 타자 최다 사구(1), 고의4구(1) 기록을 세웠다.